# جون روبوك
جون روبوك (بالإنجليزية: John Roebuck)‏ هو مخترع ورجل صناعي إنجليزي عاش في القرن الثامن عشر في الفترة ما بين سنتي 1718 – 1794.
ساهم روبوك بدفع عجلة الثورة الصناعية باختراعاته، وينسب إليه الفضل في تطوير عملية غرف الرصاص التي كانت مستخدمة من أجل تحضير حمض الكبريتيك.